# Морски змиорки
Морските змиорки (Congridae) са семейство актиноптери от разред Змиоркоподобни (Anguilliformes).
Таксонът е описан за пръв път от Йохан Якоб Кауп през 1856 година.

## Родове
Подсемейство Bathymyrinae
- Ariosoma
- Bathymyrus
- Chiloconger
- Kenyaconger
- Parabathymyrus
- Paraconger

Подсемейство Congrinae
- Acromycter
- Bassanago
- Bathycongrus
- Bathyuroconger
- Blachea
- Castleichthys
- Conger – Конгери
- Congrhynchus
- Congriscus
- Congrosoma
- Diploconger
- Gnathophis
- Japonoconger
- Lumiconger
- Macrocephenchelys
- Poeciloconger
- Promyllantor
- Pseudophichthys
- Rhynchoconger
- Scalanago
- Uroconger
- Xenomystax

Подсемейство Heterocongrinae – Градински змиорки
- Gorgasia
- Heteroconger